# Liste des monuments historiques de Herbstmühle
La Liste des monuments historiques de Herbstmühle contient deux monuments historiques à Herbstmühle, une municipalité allemande située dans le Land de Rhénanie-Palatinat et l'arrondissement d'Eifel-Bitburg-Prüm.

## Liste
| Monument                                      | Adresse                   | Coordonnées                      | Notice | Protection | Date | Illustration                                  |
| --------------------------------------------- | ------------------------- | -------------------------------- | ------ | ---------- | ---- | --------------------------------------------- |
| Église catholique St. Antonius, 1821 ou 1827  | Dorfstraße 6              | 50° 00′ 07″ nord, 6° 13′ 23″ est |        |            |      | Église catholique St. Antonius, 1821 ou 1827  |
| Croix de chemin, premier moitié du 17e siècle | Dorfstraße, chez numéro 8 | 50° 00′ 07″ nord, 6° 13′ 24″ est |        |            |      | Croix de chemin, premier moitié du 17e siècle |